# Edmund Dylewski
Edmund Dylewski (ur. 16 września 1859 w Siedlcach, zm. 27 maja 1900 
w Warszawie) – prawnik.
Ukończył studia na Wydziale Prawa Cesarskiego Uniwersytetu Warszawskiego pracując jednocześnie jako sekretarz w Archiwum Głównych Akt Dawnych. W czasie studiów otrzymał złoty medal za pracę konkursową o Andrzeju Fryczu Modrzewskim, drukowaną w 1883 r. w "Warszawskich Wiadomościach Uniwersyteckich". Trzykrotnie otrzymywał nagrody od rady uniwersyteckiej za rozprawy z zakresu prawa rzymskiego i prawa polskiego. Po ukończeniu studiów w 1888 r. został pełnomocnikiem sekretarz Sądu Handlowego w Warszawie, w 1890 przeszedł do pracy w Prokuratorii Królestwa Polskiego, gdzie został obrońcą wykazując się doskonałą znajomością prawa polskiego. Publikował w czasopismach  "Tydzień", "Piotrków Trybunalski" i "Gazeta Sądowa Warszawska". Zajmował się badaniami z zakresu historii Polski. Zgromadził materiały do historii cechów rzemieślniczych w Polsce.